# 43 Batalion Saperów (1939)
43 batalion saperów (43 bsap) – pododdział saperów Wojska Polskiego.
Batalion nie występował w pokojowej organizacji wojska. Został sformowany w 1939 przez kompanię saperów KOP „Grodno”.

## Formowanie i działania
Batalion saperów typ IIb nr 43 nie występował organizacji pokojowej Wojska Polskiego. Został sformowany zgodnie z planem mobilizacyjnym „W” w sierpniu 1939 roku, w Grodnie. Jednostką mobilizującą była kompania saperów KOP „Grodno”. Batalion był organicznym pododdziałem saperów 33 Dywizji Piechoty.

## Struktura i obsada personalna
Obsada personalna we wrześniu 1939:
Dowództwo batalionu
dowódca – kpt. Edward Herman
zastępca dowódcy – NN
- 1 kompania saperów – por. Stanisław Mirzwiński
- 2 kompania saperów – ppor. rez. Kazimierz Smolikowski
- kolumna saperska – ppor. rez. Franciszek Kaczmarek